# Àngels de negre
Àngels de negre (títol original: Assassini dei giorni di festa) és una pel·lícula italo-espanyola dirigids per Damiano Damiani, estrenada el 2002. Ha estat doblada al català

## Argument
Buenos Aires, anys cinquanta. Els membres d'una companyia de teatre malviuen viatjant de poble en poble. Sense saber molt bé com sortir de la crisi, decideixen acudir a vetlles i cobrar per interpretar el paper de parent desolat pel dolor.

## Repartiment
- Carmen Maura: Illuminata
- Riccardo Reim: Patrizio
- Domenico Fortunato: Onorato
- Agnese Nano: Meneranda